# أن تحب مرة أخرى (رواية)
أن تحب مرة أخرى هي إحدى روايات الروائية الأمريكية دانيال ستيل (بالإنجليزية To Love Again) وهي من الروايات الرومانسية.

## نبذة قصيرة
تدور أحداث الرواية عن زوجين من مشاهير الموضة الايطالية تربطهما علاقة حب قوية تتداعى أحلامهما بعد خطف الزوج ثم قتله وتسافر الزوجة والابن إلى أمريكا وتعود لممارسة عملها في مجال الموضة فهل ستقع في الحب مرة أخرى.